# 루커우 공항역
루커우 공항역(중국어: 禄口机场站)은 난징 지하철 S1호선에 있는 역이다. 난징 루커우 국제공항의 T1 터미널과 T2 터미널 빌딩 사이에 동서 방향으로 위치한다. 엘리베이터를 통해 T2 터미널에 바로 갈 수 있다.

## 역 구조
역은 지하 2층으로 구성되어, 지하 1층은 대합실, 지하 2층은 승강장이며, 출구가 2개다.

### 승강장 구조
| 지면     | 출구        | 루커우 공항 도착층                                   |      |
| 지하 1층 | 대합실      | 매표소, 자동 발매기, 진링퉁 서비스, 고객 서비스 센터 |      |
| 지하 2층 | 서 ←        | ■ S1호선 난징 남역 방면(샹위루 남역)                 |      |
| 지하 2층 | 섬식 승강장 |                                                      |      |
| 지하 2층 |             | ■ S1호선 쿵강신청장닝 방면(쿵강신청장닝 역)          | → 동 |

### 승강장
루커우 공항역은 지하 2층에 위치하고 있으며, 한 개의 섬식 승강장이 있다.

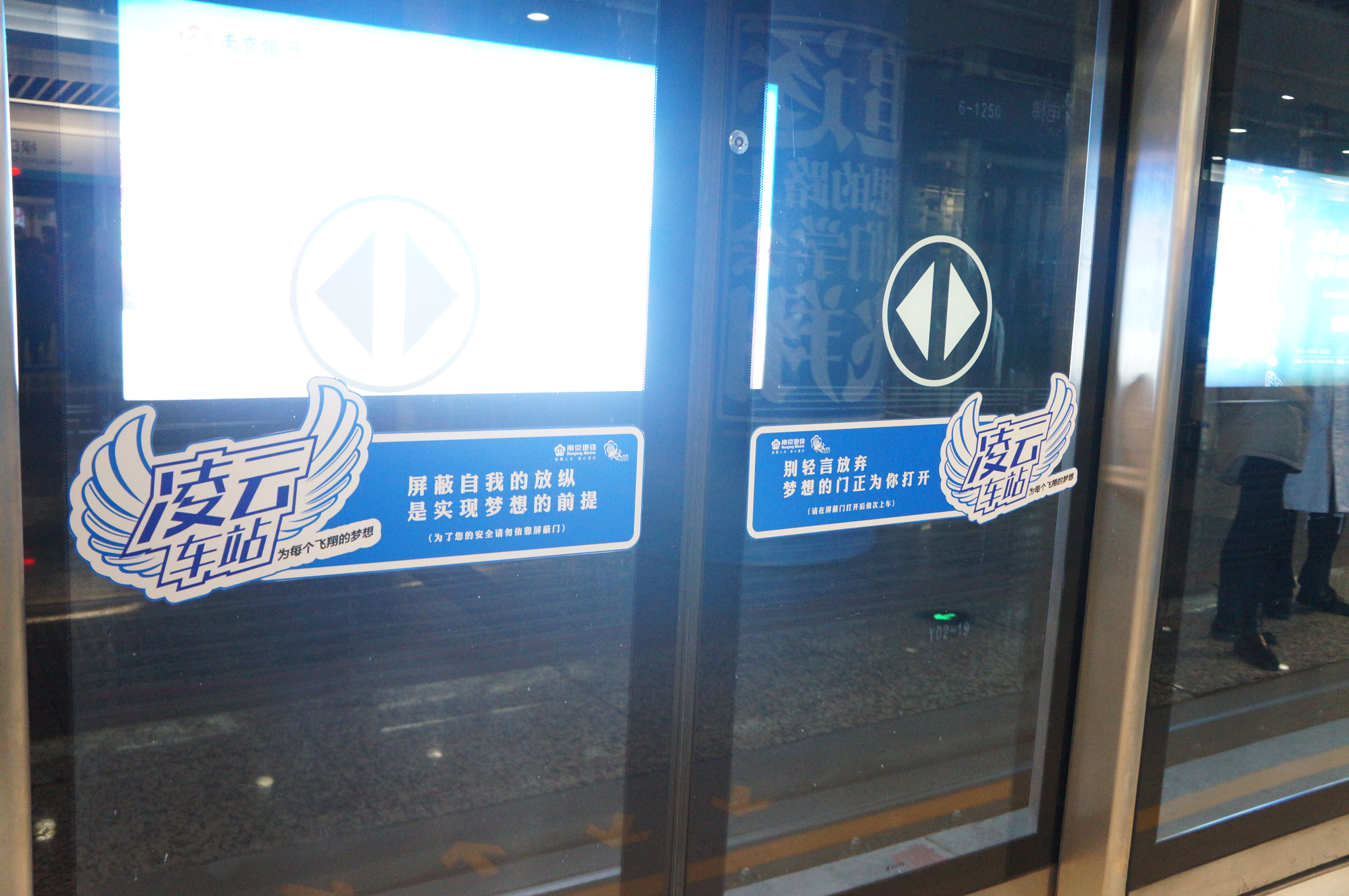
역 차폐문에 부착된 “凌云车站” 표식

## 연결 가능한 대중교통

### 버스 교통
- 루커우 공항역 : 공항버스 1호선(机场巴士1号线), 공항버스 2호선, 공항버스 3호선, 공항버스 가오춘선(高淳线), 공항버스 장베이1선(江北1线)
- 스녠 동(石埝东) : 709로, 709로 구간, 851로, 862로
- 지창루 역(机场路站) : 709로, 709로 스녠 동 구간, 851로, 862로

## 역 인근
- 난징 루커우 국제공항

## 인접정차역
| 난징 지하철 S1호선       | 난징 지하철 S1호선   | 난징 지하철 S1호선 |
| ------------------------ | -------------------- | ------------------ |
| 샹위루 남 난징 남역 방면 | ■ 난징 지하철 S1호선 | 쿵강신청장닝 방면  |

## 같이 보기
1. 1 2 3  “车站简介”. 南京地铁. 2014년 10월 24일에 원본 문서에서 보존된 문서.

틀:난징 지하철 S1선